# Frunzeni (okręg Neamț)
Frunzeni – wieś w Rumunii, w okręgu Neamț, w gminie Costișa. W 2011 roku liczyła 509 mieszkańców.